# 国道289号
国道289号（こくどう289ごう）は、新潟県新潟市中央区から福島県いわき市に至る一般国道である。

## 概要

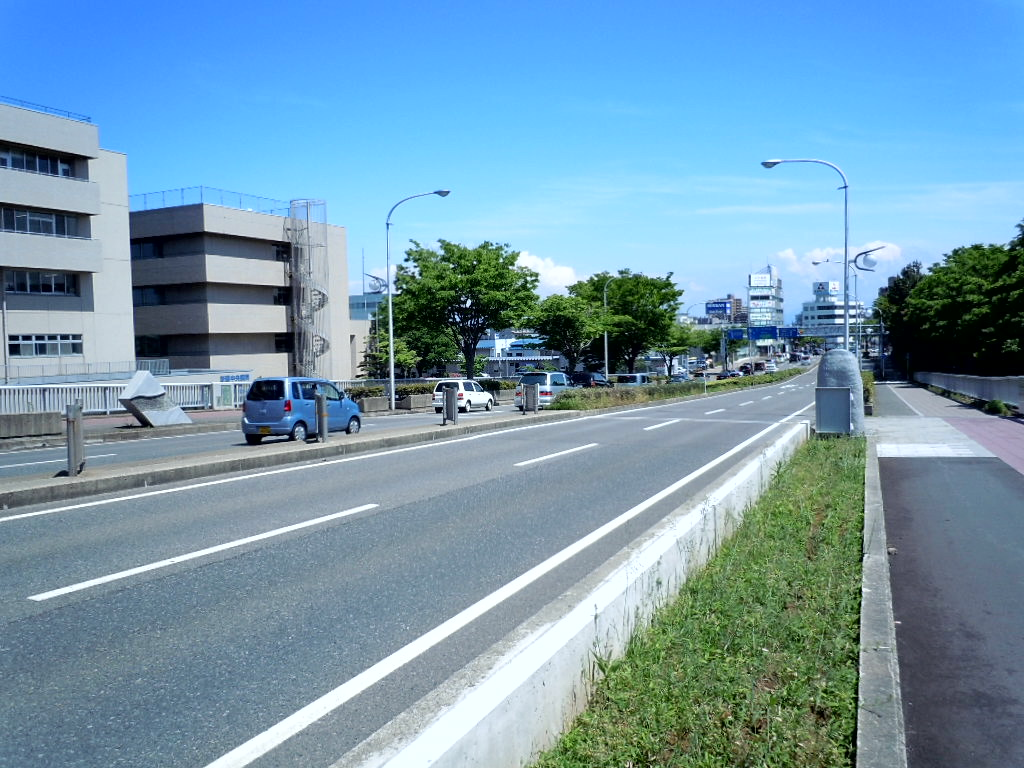
新潟市中央区 千歳大橋付近（国道116号との重複区間）

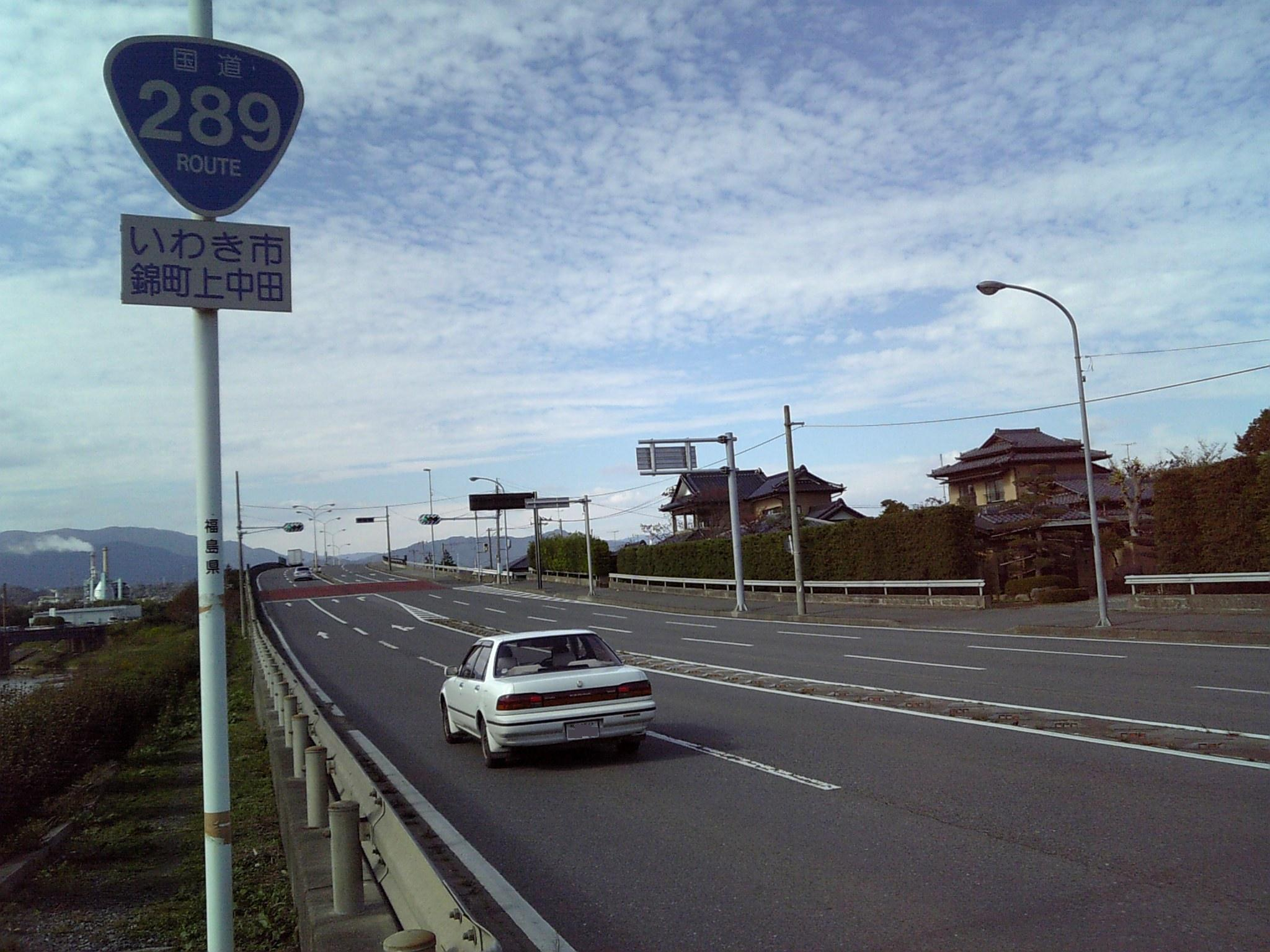
福島県いわき市錦町（旧勿来市）

本州の日本海岸に位置し新潟県の県庁所在地でもある新潟市から、福島県中通りの白河市を経由して、東北地方南東端で太平洋岸に位置するいわき市とを結ぶ総延長276 km（キロメートル）の一般国道の路線。主な通過地は、新潟県燕市、三条市、福島県南会津郡只見町・南会津町・下郷町、白河市、東白川郡棚倉町である。国道49号と並び、新潟県と福島県を横断する国道でもある。起点である新潟市中央区の本町交差点から燕市にかけては国道116号と重複する。燕市からは南東へと針路をとり、新潟県中越地方と福島県にまたがる越後山脈越え（八十里越）や、福島県会津地方の南西部地域、中通りと浜通りを隔てる阿武隈高地など、経路の多くは山岳地帯を通過する。
燕市から三条市へと新潟県県央地域を西から東へ横断して福島県只見町に至るが、両県境で最大の難所である「八十里越」の区間については、三条市大字塩野渕から只見町大字叶津字入叶津に至る延長19.1 kmの区間が自動車の通行不能区間として残存している。両県と国土交通省北陸地方整備局長岡国道事務所では「八十里越」の改築事業を実施しており、数十のトンネル群が国土交通省の権限代行による直轄工事で進められている。沿線は急峻な地形で豪雪地帯にあり、構造物の建設は春季から秋季にかけての約半年間に限られることから事業は長期にわたっており、全線の供用開始は2020年代半ばが見込まれている。直轄権限代行区間については2021年（令和3年）4月27日に今後5か年程度での開通との見通しが示された。
福島県南会津から甲子峠を福島県の一般道トンネルとしては2番目に長い甲子トンネル（全長4,345 m）で抜けてさらに東へと進み、福島県中通り地方の白河市の中心市街で国道4号と交差して、阿武隈高地南部の山間地を横断して太平洋側のいわき市の国道6号に至る。

### 路線データ
一般国道の路線を指定する政令に基づく起終点および重要な経過地は次のとおり。
- 起点：新潟市（新潟市中央区本町通七番町1054番2、本町交差点 = 国道7号・国道8号・国道113号・国道350号起点、国道17号・国道116号・国道402号終点）
- 終点：いわき市（いわき市錦町雷7-1[5]、雷交差点 = 国道6号交点）
- 重要な経過地：新潟県西蒲原郡巻町[注釈 3]、同郡吉田町[6]、燕市、三条市、同県南蒲原郡下田村[注釈 4]、福島県南会津郡只見町、同郡南郷村[注釈 5]、同郡田島町[注釈 5]、同郡下郷町、白河市、同県東白川郡棚倉町、同郡鮫川村
- 総延長 : 277.0 km（福島県 217.3 km、新潟県 59.8 km）重用延長を含む。[7][注釈 6]
- 重用延長 : 20.9 km（福島県 20.9 km、新潟県 - km）[7][注釈 6]
- 未供用延長 : なし[7][注釈 6]
- 実延長 : 256.1 km（福島県 196.4 km、新潟県 59.84 km）[7][注釈 6]
  - 現道 : 238.0 km（福島県 180.0 km、新潟県 58.0 km）[7][注釈 6]
  - 旧道 : 8.7 km（福島県 8.0 km、新潟県 0.7 km）[7][注釈 6]
  - 新道 : 9.7 km（福島県 8.6 km、新潟県 1.1 km）[7][注釈 6]
- 指定区間：国道116号と重複する区間（新潟県新潟市中央区・本町交差点（起点） - 燕市・春日町交差点）[8]

## 歴史
新潟・福島県境の八十里越区間は、古くからの街道筋である旧八十里街道を踏襲する道である。八十里越と称された理由は、8里（約32 km）の道が80里に感じられるほど険しいからだといわれる。現在の国道指定された八十里越の登山道区間と旧八十里街道はルートが完全に一致しておらず、明治時代に整備された旧街道筋の区間は廃道状態となっている。
国道289号の道筋が国道に指定されたのは、新潟県出身の衆議院議員で自由民主党幹事長を務め、のちに総理大臣となった田中角栄の影響力によるものだといわれている。いわき・新潟間を結ぶ国道には他にも国道49号があったが、田中は、甲子温泉がある福島県西郷村に訪れた際に、当時この道が村道であるのはもったいないので、国道に格上げしようと発言したことが端に発しているからだとされている。

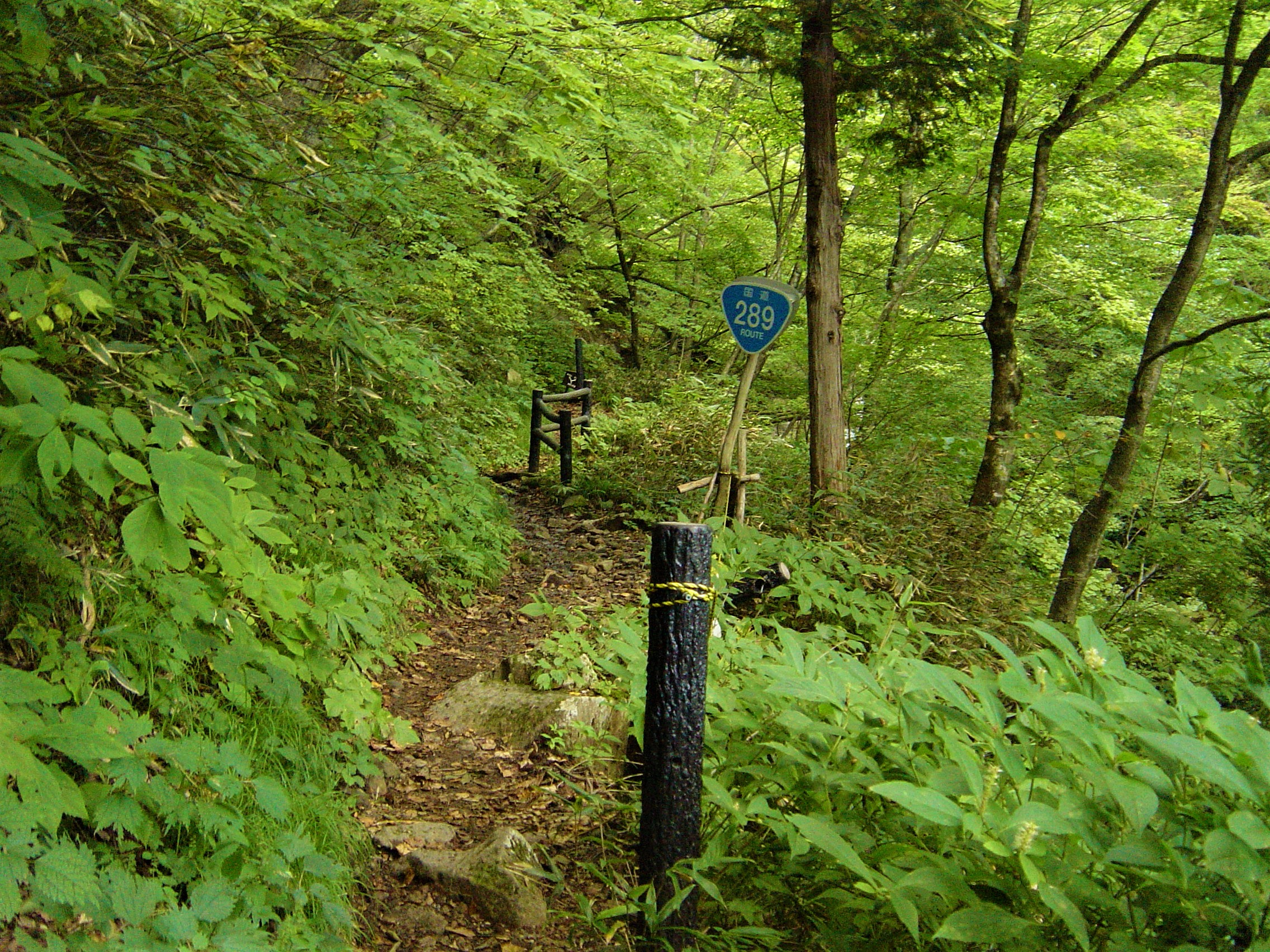
登山国道（旧国道289号 甲子峠）2006年撮影。2008年9月甲子道路の開通により、国道指定から外される。標識も撤去された。

福島県の下郷町と西郷村の5.9 km区間（甲子峠）も長らく自動車通行不能区間であったが、33年の工事期間を費やしてバイパスの甲子道路が完成し、2008年（平成20年）9月21日に開通した。この区間の開通により、従来80分かかっていた下郷 - 白河の所要時間が50分に短縮された。また、宇都宮方面や同じ県内郡山方面からも東北道白河インターチェンジ経由で下郷町のほか、大内宿、隣接する南会津町や遠くは檜枝岐村方面も従来ルートより短縮が計れるようになった。これにより、当国道の不通区間は前述の八十里越区間のみとなった。また、甲子道路の開通まで、不通区間の西郷村側では、旅館の本館と離れをつなぐ渡り廊下の屋根を国道のルートが潜っていたり、さらにその先では人のみが通れる極めて狭い登山道に路線番号標識が立つなど、一種の名所となっていたが、上記甲子道路の開通に伴い現在は指定から外れ、標識も撤去されている。

### 年表
- 1970年（昭和45年）4月1日 - 一般国道289号（新潟市 - いわき市）として指定施行。
- 2008年（平成20年）9月21日 - 福島県南会津郡下郷町 - 同県西白河郡西郷村を結ぶ甲子道路が開通。分断区間が1箇所解消される。
- 2009年（平成21年）3月17日 - 燕市内の経路変更[16][17]。
- 2023年(令和5年）11月7日 - 南会津町（旧田島町）内の経路変更。田島バイパス旧道区間および都市計画道路鎌倉崎松ノ下線区間が国道289号の指定を外された[18]。

## 路線状況

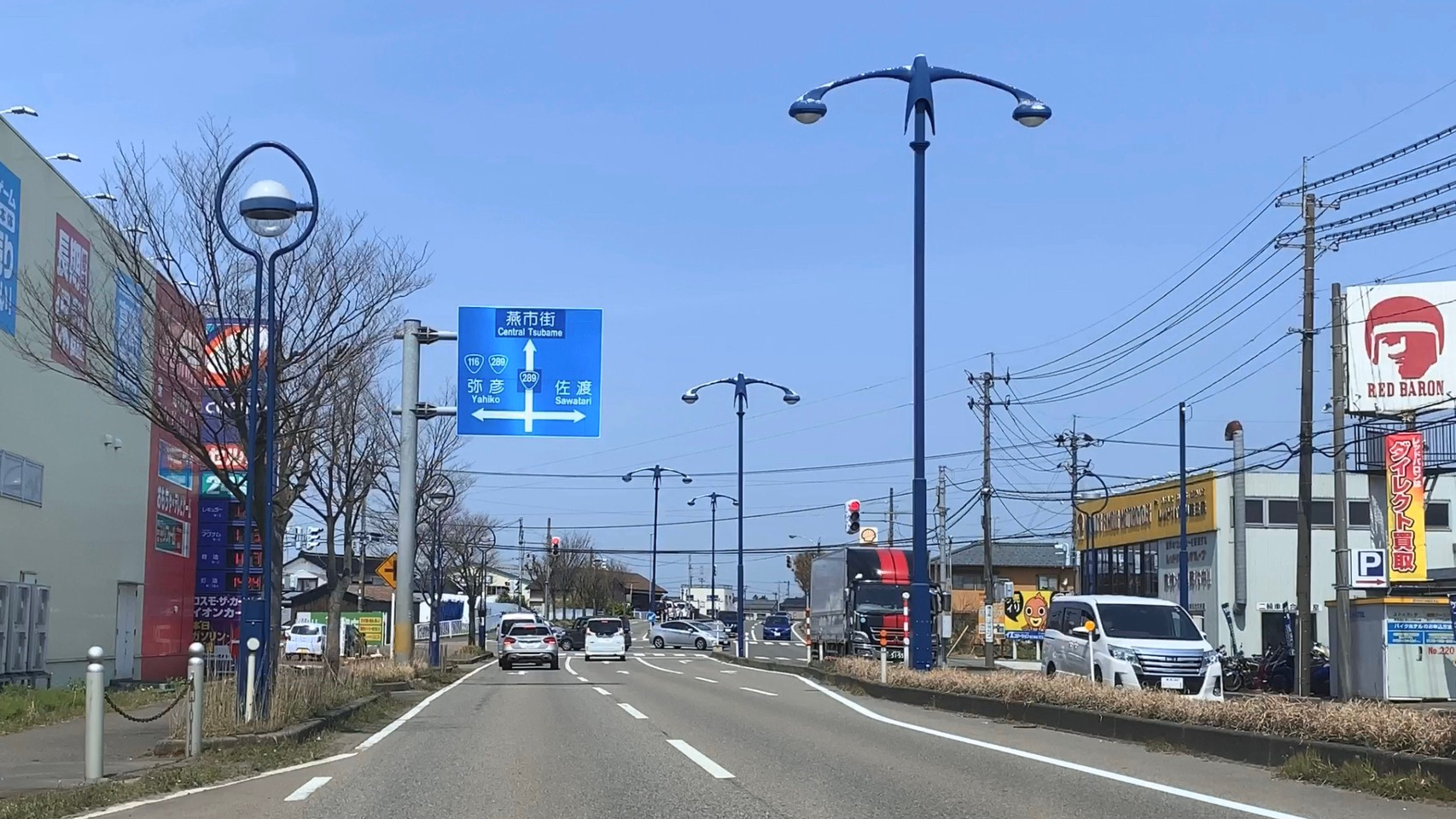
燕市井土巻付近。（2020年4月）

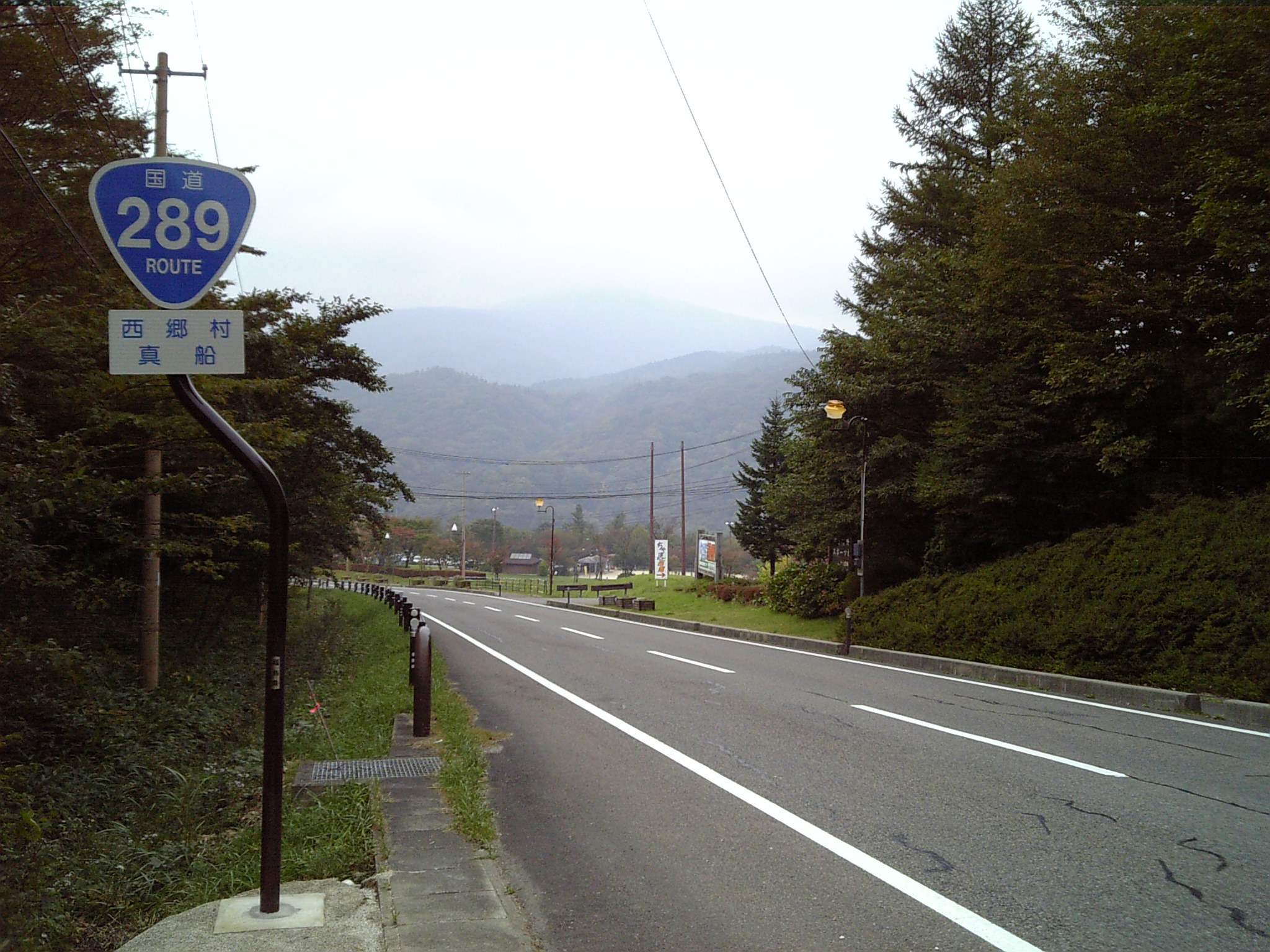
福島県西郷村 甲子峠付近。甲子道路開通により交通量は増大傾向にある。

起点・新潟市 - 燕市の国道116号重複区間は住宅地や商業施設が多く立地しており、また国道116号が新潟市と柏崎市で最短で結ぶ路線であることから交通量が多い。
燕市から三条市にかけては、複数の箇所で道路が複雑にクランクしており、右左折が必要な箇所も多い。またかつて燕市東太田から同市燕橋北詰にかけては、1本の道路でつながっているにもかかわらず遠回りなルートが国道指定され、このうち同市秋葉町一丁目（秋葉町一丁目交差点から中ノ口川堤防の道路までの間）地内では吉田方面への一方通行となっている区間が存在していたが、2009年（平成21年）から現在のルートに変更された。
新潟県の三条市内の区間では旧国鉄弥彦線（通称・弥彦東線）の跡地（軌道敷）を転用の上拡幅整備した箇所が存在する。同様に、福島県の白河市から棚倉町にかけての区間では、JRバス白棚線専用道（かつてこの区間に運行されていた鉄道線の軌道敷を利用したもの）を転用の上拡幅整備した箇所が存在する。

### バイパス
新潟県
- ルート変更区間（燕市吉田春日町）
- （燕市吉田春日町 - 燕市杣木）：一部区間は燕市道に指定変更。
- （燕市杣木 - 燕市東太田）
- 燕北道路（一部開通）（燕市東太田 - 燕市井土巻四丁目）：燕北バイパスとも。
- ルート変更区間（燕市東太田 - 燕市秋葉町一丁目）
- ルート変更区間（燕市殿島一丁目 - 三条市荒町二丁目）
- 第二産業道路（三条市荒町二丁目 - 三条市東三条二丁目）
- ルート変更区間（三条市興野二丁目 - 三条市東三条二丁目）
- ルート変更区間（三条市東三条二丁目 - 三条市西大崎一丁目）
- （三条市下坂井 - 三条市篭場）
- （三条市高岡 - 三条市荻堀）
- （三条市長野 - 三条市南五百川）
- （三条市笠堀）
- 大谷大橋（三条市笠堀 - 三条市大谷）
- 八十里越（一部開通）（三条市塩野渕 - 福島県南会津郡只見町大字叶津）
  - 大江道路（新潟県施工）
  - 八十里越（国土交通省施工）
  - 入叶津道路（福島県施工）

福島県
- （南会津郡南会津町山口）
- 駒止バイパス（南会津郡南会津町東字駒止 - 南会津郡南会津町針生字駒止）
- （南会津郡南会津町針生）
- （南会津郡南会津町静川）
- 田島バイパス（南会津郡南会津町永田 - 南会津郡南会津町田島）
- 甲子道路（南会津郡下郷町大字塩生 - 西白河郡西郷村大字真船）
- （白河市北真舟 - 白河市上ノ原）
- （白河市表郷番沢 - 白河市表郷金山）
- 棚倉バイパス（東白川郡棚倉町大字上台 - 東白川郡棚倉町大字寺山）
- 渡瀬バイパス・青生野工区（東白川郡鮫川村渡瀬 - いわき市田人町旅人）
- 荷路夫バイパス（いわき市田人町旅人字根室（根室トンネル区間）、いわき市田人町旅人字古田）
- 辺栗トンネル（いわき市田人町旅人 - いわき市田人町南大平）
- （いわき市田人町南大平）
- 四時トンネル（いわき市田人町南大平 - いわき市川部町）
- （いわき市川部町 - いわき市錦町）：錦第一土地区画整理事業の産業道路として開通し、1987年（昭和62年）に旧道から振り替えられる形で国道に昇格。[19]

### 通称
- 蔵所掘通り
- 小張木関屋線
- 小須戸線
- 第二産業道路
- 会津沼田街道
- 棚倉街道

### 重複区間
- 新潟県

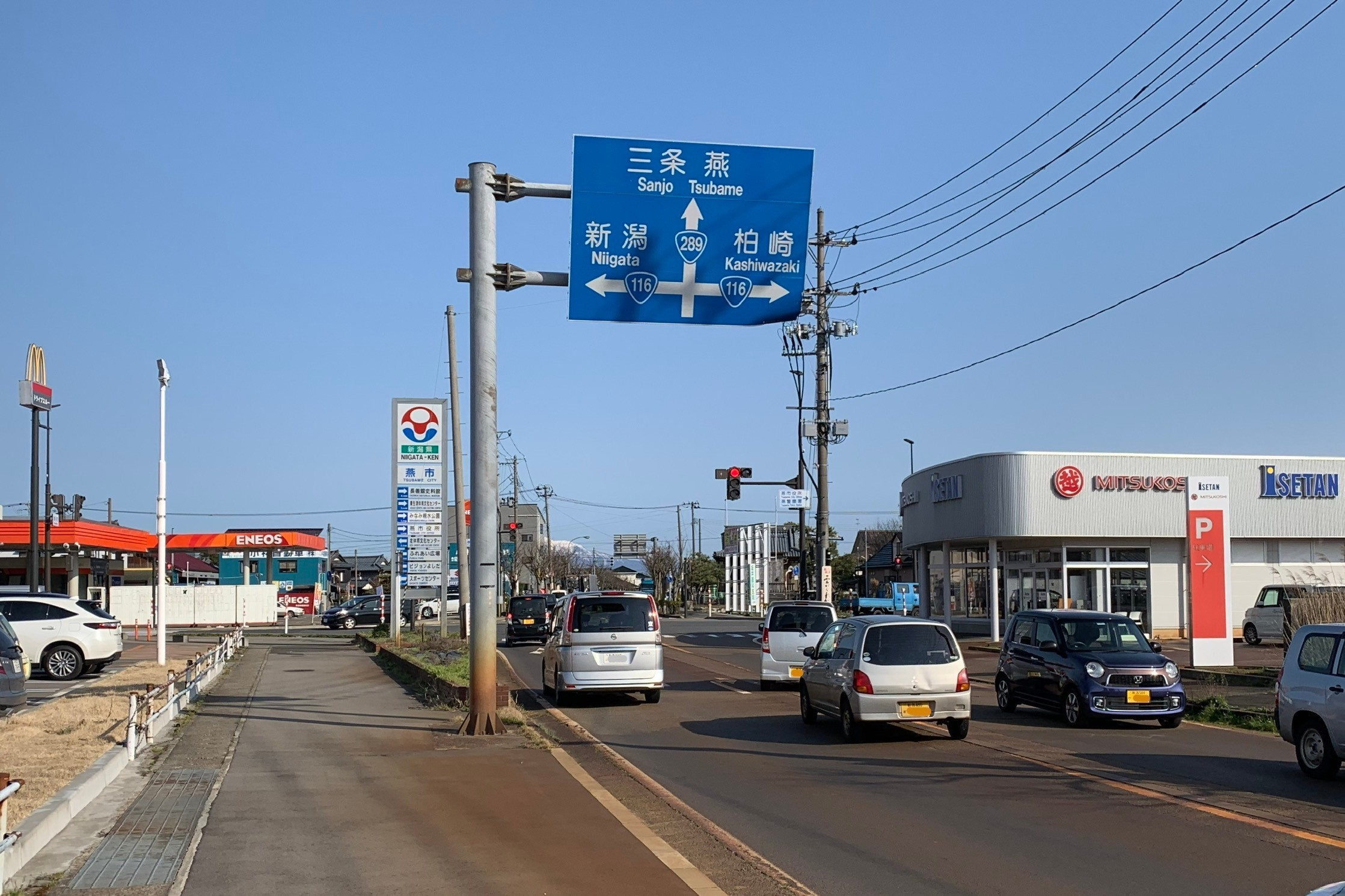
「春日町」交差点。国道116号（重複区間）からの分岐（新潟県燕市，2020年3月）

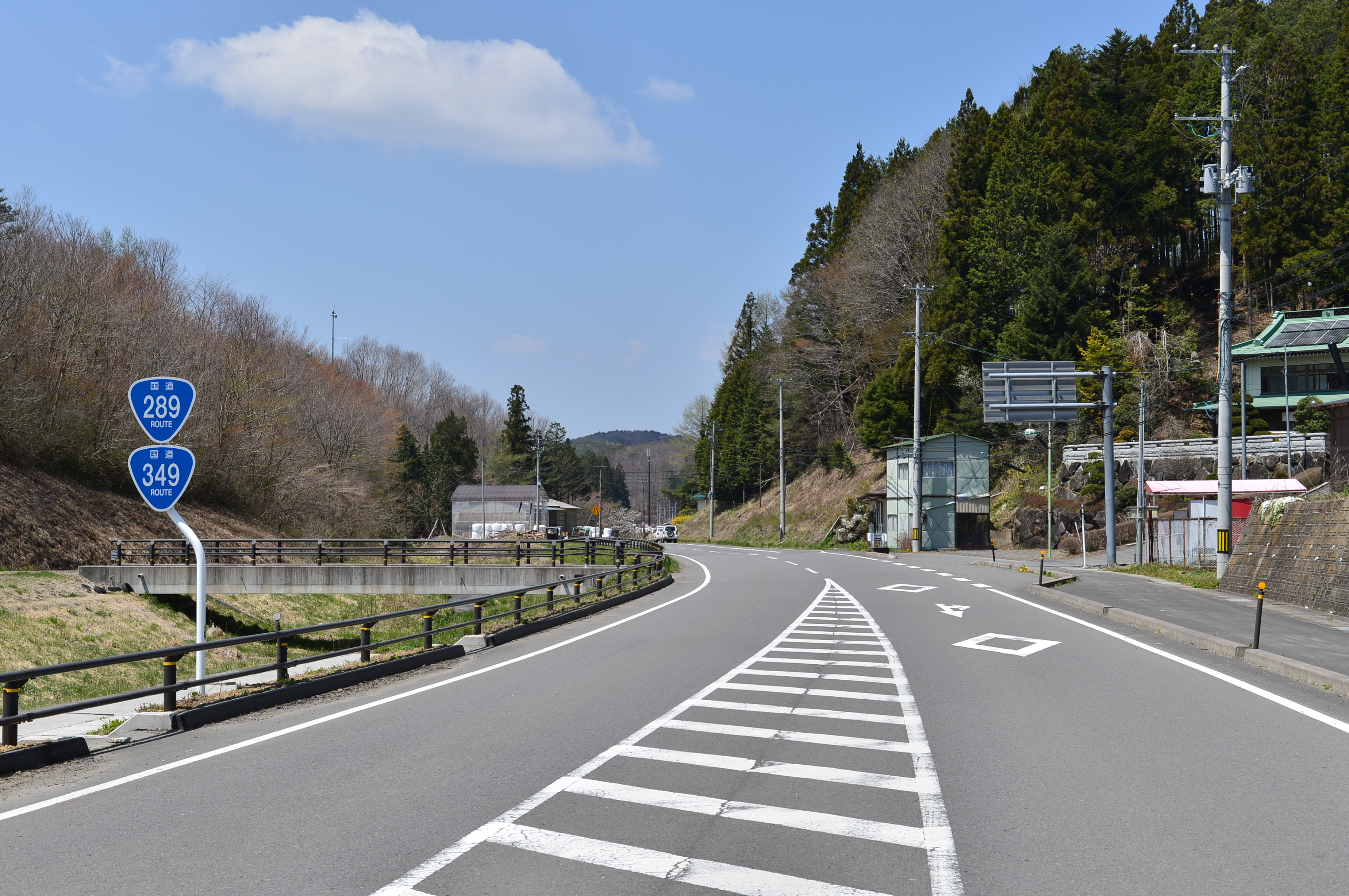
国道289号と349号の重複区間
福島県東白川郡鮫川村（2015年4月）

  - 国道402号（新潟市中央区本町通七番町・本町交差点（起点） - 新潟市中央区関屋昭和町・関屋昭和町交差点）
  - 国道116号（新潟市中央区本町通七番町・本町交差点（起点） - 燕市吉田春日町・春日町交差点）
  - 国道403号（三条市須頃三丁目・須頃三丁目南交差点 - 三条市興野三丁目・興野交差点）
  - 国道290号（三条市滝谷 - 三条市荻掘・荻堀交差点）
- 福島県
  - 国道252号（南会津郡只見町叶津 - 南会津郡只見町只見）
  - 国道401号（南会津郡南会津町界 - 南会津郡南会津町山口）
  - 国道400号（南会津町永田）
  - 国道121号（南会津町田島 - 下郷町）
  - 国道294号（白河市）
  - 国道118号（東白川郡棚倉町）
  - 国道349号（東白川郡鮫川村）

### 道路施設

#### 橋梁

##### 新潟県
- 燕橋（燕市 中ノ口川）[20]
  - 橋長 - 150.4 m
  - 開通 - 1964年度（昭和39年度）
- 井土巻跨線橋 （燕市 弥彦線）[21]
  - 橋長 - 178 m
  - 竣工 - 1983年（昭和58年）
- 朝日大橋（燕市 中ノ口川） - 燕北バイパス
- 石上大橋（三条市 信濃川）
- 清流大橋（三条市 五十嵐川）[20]
  - 橋長 - 150.4 m
  - 開通 - 1994年度（平成6年度）
- 長野大橋（三条市 守門川）
- 八木ヶ鼻大橋（三条市 五十嵐川）[20]
  - 橋長 - 155.0 m
  - 開通 - 1999年度（平成11年度）
  - 八木ヶ鼻にちなむ。
- 新丹楓橋（三条市 笠堀川）[22]
  - 橋長 - 99 m
    - 最大支間長  - 54.0 m

  - 幅員
    - 車道 - 7.5 m
    - 歩道 - 2.5 m

  - 形式 - 鋼3径間連続RC床版鈑桁橋
  - 竣工 - 1983年（昭和58年）
- 大谷大橋（三条市 五十嵐川）[23]
  - 橋長 - 97.0 m
    - 最大支間長  - 73.0 m

  - 幅員 - 11.0 m
    - 車道 - 8.5 m
    - 歩道 - 2.5 m

  - 形式 - 鋼単純RC床版上路ワーレントラス橋
  - 竣工 - 1982年（昭和57年）
- 布倉大橋（三条市 ひめさゆり湖・布倉川）[20][23]
  - 橋長 - 219.2 m
    - 最大支間長  - 56.0 m

  - 幅員
    - 車道 - 8.0 m

  - 形式 - 鋼4径間連続RC床版鈑桁橋
  - 竣工 - 1982年（昭和57年）
  - 開通 - 1984年度（昭和59年度）
- 大江大橋（三条市 五十嵐川）[20][24]
  - 橋長 - 113.0 m
    - 最大支間長  - 44.8 m

  - 幅員
    - 車道 - 8.0 m

  - 形式 - 鋼3径間連続RC鈑桁橋
  - 竣工 - 1986年（昭和61年）
  - 開通 - 1987年度（昭和62年度）
- 八十里越区間は八十里越参照

##### 福島県
- 八十里越区間は八十里越参照
- 常盤橋（南会津郡只見町 只見川）
  - 全長：113.8 m
    - 主径間：37.5 m

  - 幅員：8.0（10.5） m
  - 形式：鋼単純活荷重合成鈑桁橋
  - 竣工：1987年（昭和62年）[25]

- 明和橋（南会津郡只見町 伊南川）[26]
  - 全長：102 m
  - 幅員：6 m
  - 形式： 下路トラス橋＋単純活荷重合成H型桁橋
  - 竣工：1961年（昭和36年）
- 深沢橋（南会津郡南会津町）
  - 全長：18.8 m
  - 幅員：8.0（14.0） m
  - 形式：PCプレテンホロー桁橋
  - 竣工：1986年度（昭和61年度）
  - 南会津町片貝で一級水系阿賀川水系伊南川支流の深沢川を渡る。幅員5.5 mと狭隘で前後の線形も悪かった旧橋梁から県単独橋梁整備事業として架替が行われた。総工費は1億1200万円[27]。
- 鹿水橋
  - 全長：36.0 m
  - 幅員：6.5（14.0） m
  - 形式：単純PCポステンT桁橋
  - 竣工：1994年度（平成6年度）
  - 南会津町堺で一級水系阿賀川水系伊南川支流の鹿水川を渡る。幅員狭小と悪線形解消のためのバイパス工事に伴い架け替えが行われた。総工費は1億6500万円[28]。
- 桜橋
  - 全長：33.4 m
  - 幅員：7.5（10.0） m
  - 形式：単純非合成鈑桁橋
  - 竣工：1989年度（平成元年度）
  - 南会津町山口で一級水系阿賀川水系伊南川支流の小屋川を渡る。1975年度（昭和50年度）より南会津町山口地区の狭隘区間の国道改良事業である山口工区が整備されるに伴い、国道橋梁整備事業として架替が行われた。総工費は1億1000万円[29]。
- 黒森沢橋（南会津郡南会津町 黒森沢川）
  - 全長：25.0 m
  - 幅員：6.5(12.0) m
  - 形式：単純PCプレテンT桁橋
  - 竣工：1995年（平成7年）
  - 南会津町針生地区で一級水系阿賀川水系黒森沢川を渡る。国道の付替事業のために新たに建設された。総工費は1億1600万円[28]。
- 下針生橋
  - 全長：35.0 m
  - 幅員：6.5（12.0） m
  - 形式：単純PCポステン箱桁橋
  - 竣工：1996年（平成8年）
  - 南会津町針生地区で一級水系阿賀川水系檜沢川を渡る。下部工工事終了後に道路構造令の改正が行われたため、歩道幅員や活荷重の変更が行われた。[28]。
- 龍神橋
  - 全長：68.9 m
    - 主径間：35.285 m

  - 幅員：6.5（12.0） m
  - 形式：2径間単純PCポステンT桁橋
  - 竣工：1996年（平成8年）
  - 南会津町静川で一級水系阿賀野川水系檜沢川を渡る。国道付替工事に伴い新たに架設された。総工費は3億1300万円[28]。
- 檜沢橋
  - 全長：72.0 m
  - 幅員：7.0
  - 竣工：1962年（昭和37年）

桧沢側道橋
  - 全長：64.48 m
  - 幅員：2.0 m
  - 形式：鋼単純合成箱桁橋
  - 竣工：2008年度（平成20年度）
  - 施工：矢田工業

  - ⁮南会津町塩江字膳棚乙から永田字山鳥崎・字観音前にまたがり、一級水系阿賀野川水系桧沢川を渡る。橋上は上下対向2車線で供用されている。歩道が設置されておらず、歩行者・自転車交通の安全性向上のため、交通安全施設等整備事業により側道橋が上り線側に建設された。側道橋の総工費は1億400万円[30]。
- 永田橋（南会津郡南会津町 阿賀川）
  - 全長：205 m
  - 幅員：6 m
  - 竣工：1960年（昭和35年）[31]
  - 1984年（昭和59年）に歩行者の安全性向上のために幅員4 mの歩道橋が設置された[32]。

- 御蔵入大橋（南会津町 阿賀川）
- 貝泊大橋（南会津町 大門川）
- 旭橋（下郷町 阿賀川）
- 松合橋
  - 全長：86.0 m
    - 主径間：42.4 m

  - 幅員：6.5(15.0) m
  - 形式：2径間鋼連続鈑桁橋
  - 竣工：2000年度（平成12年度）
  - 下郷町合川字上ノ原甲に位置し、緩いカーブを描きながら一級水系阿賀野川水系観音川を渡る。橋上は上下対向2車線で供用され、上下線両側に幅員3.5 mの歩道が設置されている。景観への配慮と維持管理費の低減のため耐候性鋼材が使用されている。総工費は4億6600万円[33]。
- 新東開橋
  - 全長：65.0m
  - 幅員：9.5(19.0) m
  - 形式：鋼単純箱桁橋
  - 竣工：2002年度（平成14年度）
  - 下郷町南倉沢字下ノ原に位置し、一級水系阿賀野川水系観音川支流の小谷川を渡る。甲子道路南倉沢バイパス整備に伴い旧道橋の下流側に建設された。橋上は上り1車線、下りは登坂車線を含み2車線、上下計3車線で供用され、下り線側に幅員3.5 mの歩道が設置されている。総工費は9億4700万円[33]。
- 甲子大橋（西白河郡西郷村 阿武隈川）
- 昭和大橋（白河市 国道4号・JR東北本線）
  - 全長：232.2 m
  - 幅員：20.8 m
  - 竣工：1978年（昭和53年）[34]
  - 橋の西側で分岐する取付道路部が南側の和尚壇交差点で交差する国道4号と、その東側に並行するJR東北本線を渡る。橋梁下側には福島県道路公社の管理する有料駐車場が整備されている。
- 社川橋
  - 全長：29.0m
  - 幅員：10.8m
  - 竣工：1962年[35]

白河市表郷番沢字滝ノ森、表郷社田字旗芦渕から表郷社田字久保田にまたがり、一級水系阿武隈川水系社川を渡る。橋上は竣工後に拡幅工事がなされており上下対向2車線で供用され、下り線側に歩道が設置されている。
- 千本橋
  - 全長：20 m
  - 幅員：6 m
  - 竣工：1965年（昭和40年）[36]
  - 塙町常世北野に位置し、二級河川赤坂川を渡る。歩行者安全性の向上のため、1997年度（平成9年度）より歩道橋の建設が着手された。

千本橋側道橋
  - 全長：21.2 m
  - 幅員：3.0 m
  - 形式：単純PCプレテンT桁橋
  - 竣工：1997年（平成9年）[28]
- 貝泊大橋（いわき市）
- 辺栗橋
  - 全長：40.5 m
  - 幅員：9.5（14.0） m
  - 形式：鋼単純鈑桁橋
  - 竣工：1993年度（平成5年度）
  - いわき市田人町南大平字辺栗に位置する。橋上は登坂車線が設置され合計3車線で供用されている。田人工区整備に伴い、国道橋梁整備事業として1992年度（平成4年度）より建設された。総工費は2億3800万円[28]。
- 田人大橋（いわき市）
  - 全長：205.0 m
  - 主径間：111.0 m
  - 幅員：8.0（10.5） m
  - 形式：上路式鋼逆ローゼ桁橋＋2径間連続非合成鈑桁橋×2（計5径間）
  - 竣工：1991年（平成3年）
  - 施工：宮地製作所・横河ブリッジ[37]
  - いわき市田人町南大平に位置し、二級水系鮫川水系四時川を渡る。国道改良事業田人工区の関連橋梁として国道橋梁整備事業により建設された。総工費は8億7100万円[38]。
- 川平大橋（いわき市）
  - 全長：191.0 m
    - 主径間：80.0 m

  - 幅員：8.0（10.5） m
  - 形式：3径間連続変断面PC箱桁橋
  - 竣工：1988年度（昭和63年度）
  - いわき市田人町南大平で二級水系鮫川水系四時川を渡る。国道改良事業田人工区整備に併せて国道橋梁整備事業として建設された。総工費は7億5100万円[29]。
- 四時大橋（いわき市）
  - 全長：131 m
  - 幅員：14 m
  - 竣工：1977年（昭和52年）[39]

廃棄されたもの
- 第一片見橋（西白河郡西郷村）
- 第二片見橋（西白河郡西郷村）

#### トンネル

##### 新潟県
- 大江トンネル（三条市）
  - 467.5 m[20]
  - 1984年度（昭和59年度）開通
- 八十里越区間は八十里越#国道289号参照

##### 福島県
- 八十里越区間は八十里越#国道289号参照
- 山口トンネル（南会津郡南会津町）
  - 全長：230.0 m
  - 幅員：6.0（9.75） m
  - 有効高：4.7 m
  - 工法：側壁導坑上部半断面先進工法
  - 施工：大富・馬場・星組建設共同企業体
  - 山口地区の小屋川に沿う狭隘な集落部を避けるためのバイパス整備のため国道改良事業として建設された。1986年（昭和51年）に起工式が行われ、1988年（昭和63年）12月21日に貫通、1989年（平成元年）12月22日に開通した。総工費は6億8900万円[40]。
- 駒止トンネル（南会津郡南会津町）
- 南倉沢トンネル（南会津郡下郷町）
- 甲子トンネル（南会津郡下郷町 - 西白河郡西郷村）：福島県内2番目の長大トンネル。
- 安心坂トンネル（西白河郡西郷村）
- 縞石坂トンネル（西白河郡西郷村）
- きびたきトンネル（西白河郡西郷村）
- 剣桂トンネル（西白河郡西郷村）
- 朝日トンネル（いわき市）：延長1,175.0 m、幅7.5 m、高さ4.7 m、2010年（平成22年）2月竣功[41]。
- 荷路夫トンネル（いわき市）：延長742.0 m、幅7.5 m、高さ4.7 m、2007年（平成19年）3月竣功[41]。
- 根室トンネル（いわき市）
  - 全長：218.0 m
  - 幅員：6.5（10.25） m
  - 有効高：4.7 m
  - 工法：NATM（上半先進ベンチカット及び全断面工法）
  - 竣工：1999年（平成11年）3月[41]
  - 施工：錦興業[42]
  - 田人町旅人字荷路夫に位置する。1997年度より国道第一種改良事業として建設された。1997年（平成9年）2月4日に起工され、1998年（平成10年）9月24日に貫通、1999年（平成11年）7月5日に開通した。総工費は7億円。
- 辺栗トンネル（いわき市）
  - 全長：797.0 m
  - 幅員：7.5 m
  - 高さ：4.7 m
  - 工法：NATM（上部半断面先進ベンチカット工法）
  - 竣工：1997年（平成9年）3月竣功[41]。
  - 施工：錦・クレハ特定建設工事共同企業体
  - 田人町南大平字江尻から字辺栗にまたがる。1993年度（平成5年度）より国道改築事業として狭隘区間の解消のために建設された。1994年（平成6年）1月17日に起工され、1996年（平成8年）2月26日に貫通、1997年（平成9年）10月28日に開通した。総工費は22億円[42]。
- 四時トンネル（いわき市）
  - 全長：1,439.0 m
  - 幅員：6.5（9.5） m
  - 高さ：4.7 m
  - 工法：NATM（上部半断面先進ショートベンチカット工法・上部半断面先進ロングベンチカット工法）
  - 施工：錦・福浜・加地和建設工事共同企業体
  - 竣工：1992年（平成4年）2月[41]。
  - 田人町南大平から川部町事大沢にまたがる。四時ダム建設に伴う水没区間付け替えに合わせ、国道改良事業として1986年度（昭和61年度）より事業化された。1987年（昭和62年）2月5日に起工され、1992年（平成4年）2月14日に開通した。総工費は26億8000万円[42]。

廃棄されたもの
- 片見トンネル（西白河郡西郷村）
- 石楠花トンネル（西白河郡西郷村）

#### 道の駅
- 新潟県
  - 漢学の里しただ（三条市）
- 福島県
  - きらら289（南会津郡南会津町）
  - しもごう（南会津郡下郷町）

### 交通量
2010年度（平成22年度道路交通センサスより）
平日24時間交通量（台）
新潟県
- 新潟市中央区関新一丁目：18,047
- 新潟市中央区新光町：34,750
- 新潟市中央区美咲町二丁目4-8：25,284
- 新潟市西区山田：35,026
- 黒埼IC - 新潟西IC：98,560
- 新潟西IC - 小新IC：76,203
- 小新IC - 亀貝IC：55,477
- 亀貝IC - 新通IC：45,675
- 新通IC - 高山IC：33,144
- 高山IC - 曽和IC：25,254
- 新潟市西区田島：29,655
- 新潟市西蒲区巻：17,261
- 新潟市西蒲区潟頭：14,886
- 燕市桜町：13,369
- 燕市井土巻：8,832
- 三条市西裏館三丁目：24,904
- 三条市麻布三：9,248
- 三条市荻掘：7,833
- 三条市南五百川：1,106

2005年度（平成17年度道路交通センサスより）
平日24時間交通量（台）
| 新潟県 - 燕市桜町 : 12,686 | 福島県 - 南会津郡南会津町東字居平398 : 3,136 - 西白河郡西郷村大字真船字上屋敷 : 4,014 - いわき市錦町上中田 : 16,274 |

### 車両通行不能区間
- 新潟県三条市大字塩野渕 - 福島県南会津郡只見町大字叶津字入叶津間（延長19.1 km）
  - 八十里越を経由する区間で、登山道が国道指定されている。最長の点線国道区間でもある登山道は徒歩で約13時間を要する距離があり、1日通しで通過することはほぼ不可能である[43]。2015年12月現在、八十里越（三条市大字塩野渕字御所 - 只見町大字叶津字入叶津間、総延長20.8 km）の建設工事に伴い、新潟県側の旧道路末端より手前側8 kmの位置に車両通行止めゲートがあり[43]、林道等を含む一部の区間が車両全面通行止となっている。ただし登山ルートで通行止となっているのは塩野渕側で工事区間に並行する「新八十里越」であり、南西の三条市大字吉ケ平を起点とする八十里越の元来の経路は徒歩のみであれば通行できる（冬季は積雪のため通行不可）。

## 地理

### 通過する自治体
- 新潟県
  - 新潟市（中央区 - 西区 - 西蒲区）- 燕市 - 三条市
- 福島県
  - 南会津郡只見町 - 南会津郡南会津町 - 南会津郡下郷町 - 西白河郡西郷村 - 白河市 - 東白川郡棚倉町 - 東白川郡塙町 - 東白川郡鮫川村 - いわき市

### 交差する道路

#### 新潟県
- 国道7号、国道8号、国道17号、国道113号、国道350号、新潟県道565号郷土資料館線（新潟市中央区・本町交差点）
- 新潟県道164号白山停車場女池線（新潟市中央区・新潟市役所前交差点）
- 国道402号（新潟市中央区・関屋昭和町交差点）
- 新潟県道16号新潟亀田内野線（新潟市中央区・千歳大橋西詰交差点）
- 新潟県道1号新潟小須戸三条線、新潟県道16号新潟亀田内野線（新潟市中央区・新光町交差点）
- 新潟県道1号新潟小須戸三条線（新潟市中央区鳥屋野）
- 新潟県道42号新潟黒埼インター線（新潟市西区・山田交差点）
- 国道8号、国道17号（新潟市西区・黒埼インターチェンジ）
- E8北陸自動車道（新潟市西区・新潟西インターチェンジ）
- 新潟県道44号新潟燕線（新潟市西区・亀貝インターチェンジ）
- 新潟県道2号新潟寺泊線（新潟市西区・高山インターチェンジ）
- 新潟市道曽和インター信濃町線1号（新潟市西区・曽和インターチェンジ）
- 西蒲原広域農道2号線（新潟市西区・田島交差点）
- 新潟県道374号五千石巻新潟線（新潟市西区・保古野木交差点）
- 新潟県道46号新潟中央環状線（新潟市西区・明田交差点）
- 新潟県道46号新潟中央環状線（新潟市西蒲区・善光寺交差点）
- 新潟県道66号白根西川巻線（新潟市西蒲区・旗屋交差点）
- 新潟県道380号今井巻線（新潟市西蒲区・巻北インターチェンジ）
- 国道460号（新潟市西蒲区・巻中央インターチェンジ）
- 国道460号（新潟市西蒲区・赤鏥インターチェンジ）
- 西蒲原広域農道11号線（新潟市西蒲区・下和納交差点）
- 新潟県道55号新潟五泉間瀬線（燕市・富岡交差点）
- 新潟県道250号月潟吉田線（燕市・富永交差点）
- 国道116号、新潟県道29号吉田弥彦線（燕市・吉田春日町交差点）
- 新潟県道459号桜町小池線（燕市・桜町交差点）
- 新潟県道18号燕地蔵堂線・新潟県道44号新潟燕線（燕市・燕橋交差点）
- 新潟県道68号燕分水線（燕市・井土巻二丁目交差点）
- E8北陸自動車道（三条市・三条燕インターチェンジ）
- 国道8号（※長岡方面に国道403号重複）（三条市・須頃三丁目南交差点）
- 新潟県道1号新潟小須戸三条線（三条市・石上交差点）
- 新潟県道8号長岡見附三条線（三条市・荒町二丁目交差点）
- 国道403号（三条市・興野交差点）
- 新潟県道212号大面保内線（三条市・中小企業大学校入口交差点）
- 新潟県道331号三条下田線（三条市・篭場南交差点）
- 新潟県道331号三条下田線（三条市高岡）
- 国道290号（三条市滝谷）
- 国道290号（三条市・荻堀交差点）
- 新潟県道409号牛ヶ首笹岡線（三条市笹岡）
- 新潟県道9号長岡栃尾巻線（三条市・荒沢交差点）
- 新潟県道183号鞍掛八木向線（三条市長野）
- 新潟県道355号仙見守門公園線（三条市笠掘）

#### 福島県
- 国道252号（南会津郡只見町大字叶津）
- 国道252号、福島県道132号只見停車場線（南会津郡只見町大字只見）
- 福島県道360号小林舘の川線（南会津郡只見町大字楢戸）
- 福島県道351号大倉大橋浜野線（南会津郡只見町大字大倉）
- 福島県道153号小林会津宮下停車場線（南会津郡只見町大字小林）
- 国道401号（南会津郡南会津町界）
- 国道401号（南会津郡南会津町山口）
- 国道400号（南会津郡南会津町永田）
- 国道121号、国道400号重複（南会津郡南会津町田島）
- 福島県道218号会津田島停車場線（南会津郡南会津町田島字中町甲）
- 福島県道347号高陦田島線（南会津郡南会津町田島字東荒井甲）
- 福島県道349号向山会津長野停車場線（南会津郡南会津町長野字向山）
- 福島県道348号落合豊成線（南会津郡下郷町大字豊成字宮の前）
- 国道121号（南会津郡下郷町大字豊成）
- 福島県道347号高陦田島線（南会津郡下郷町大字塩生）
- 栃木県道・福島県道290号那須甲子線（西白河郡西郷村大字真船）
- 福島県道281号増見小田倉線（西白河郡西郷村大字熊倉）
- 国道4号（白河市和尚壇山・和尚壇交差点）
- 国道294号（白河市西大沼）
- 福島県道232号南湖公園線（白河市池下）
- 栃木県道・福島県道76号伊王野白河線（白河市瀬戸原）
- 福島県道388号白坂関辺線（白河市関辺）
- 福島県道279号高萩久田野停車場線（白河市関辺）
- 福島県道277号社田浅川線（白河市）
- 福島県道280号中野番沢線（白河市）
- 福島県道278号釜子金山線（白河市）
- 福島県道44号棚倉矢吹線（棚倉町）
- 福島県道25号棚倉鮫川線（棚倉町）
- 国道118号（棚倉町）
- 栃木県道・福島県道60号黒磯棚倉線（棚倉町）
- 福島県道231号山本不動線（棚倉町）
- 国道118号（棚倉町）
- 福島県道176号近津停車場線（棚倉町）
- 福島県道75号塙泉崎線（塙町）
- 福島県道242号赤坂東野塙線（塙町）
- 福島県道242号赤坂東野塙線（鮫川村）
- 国道349号（鮫川村）
- 福島県道390号才鉢前山線（いわき市）
- 福島県道105号旅人勿来線（いわき市）
- 福島県道134号皿貝勿来停車場線（いわき市）
- E6常磐自動車道 15いわき勿来（いわき市）
- 茨城県道・福島県道10号日立いわき線（いわき市）
- 福島県道56号常磐勿来線（いわき市）
- 国道6号（常磐バイパス）（いわき市）

### 峠
- 新潟県
  - 鞍掛峠（標高965 m、三条市 - 魚沼市）
  - 木の根峠（八十里越）（標高845 m、魚沼市 - 福島県南会津郡只見町）
- 福島県
  - 駒止峠（標高1,130 m、南会津郡南会津町（旧南郷村） - 南会津郡南会津町（旧田島町））
  - 甲子峠（標高1,400 m、南会津郡下郷町 - 西白河郡西郷村） - 甲子トンネルで通過